# Croix de chemin d'Hattenville
La croix de chemin d'Hattenville est un monument situé à Hattenville, en Normandie.

## Localisation
La croix est située au site dit La croix de pierre, le long d'un chemin « C.V.O. 4 », chemin vicinal ordinaire, à l’intersection du chemin de la croix de pierre et de la D 228 dite aussi route de la vallée.

## Historique
La croix est datée du XIVe siècle.
La croix est détruite pendant la Révolution française et perd son fût, puis est conservée chez un particulier.
Le monument est classé comme monument historique depuis le 16 septembre 1907.

## Description
La croix est en pierre blanche.

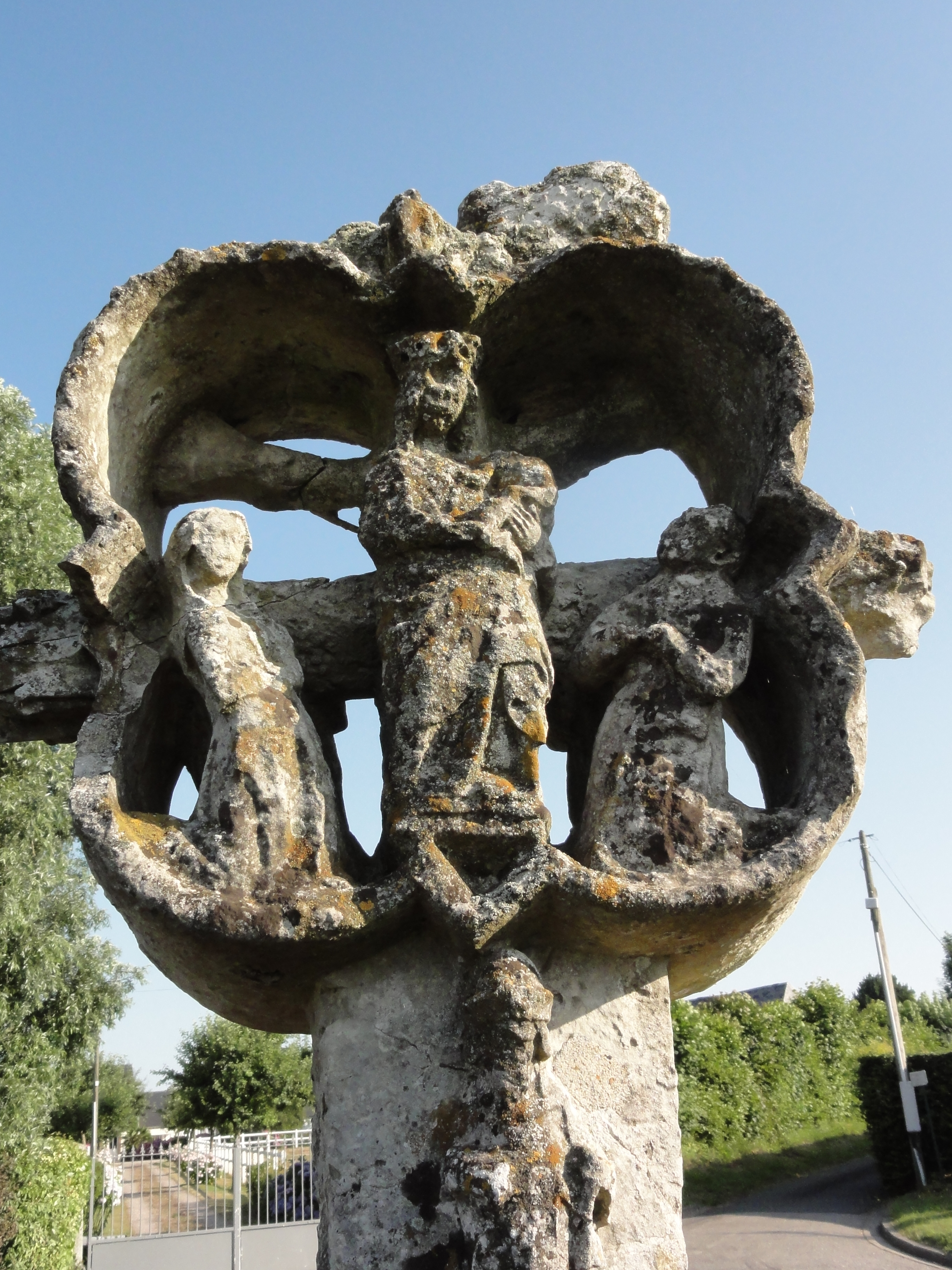

Sur la face du monument on trouve un crucifix avec au-dessus des anges, et dans la partie inférieure le couple de donateurs. Le Christ est accompagné de la Vierge et de saint Jean. Sur l'autre face se trouve une Vierge à l'enfant avec deux donateurs.
La partie inférieure représenterait un saint ou un évêque.